# Joseph Michael Straczynski
Pour les articles homonymes, voir JMS.
Joseph Michael Straczynski est un auteur et producteur américain. Il a écrit des scénarios pour des dessins animés, des séries télévisées et des comics, ainsi que des nouvelles et des romans. 
Il est connu pour être l'auteur, producteur exécutif et principal scénariste de la série de science-fiction Babylon 5, dont il avait composé l'ensemble de l'histoire avant le début de la première saison, ainsi que pour avoir co-crée le personnage de She-Ra pour Mattel lors du développement d'une game dérivée de la franchise Les Maîtres de l'univers à destination d'un public féminin.
Le nom professionnel de Straczynski est J. Michael Straczynski. De manière informelle, il est appelé « Joe ». L'abréviation JMS est aussi utilisée comme signature par cet auteur, notamment sur les forums Usenet. Il est marié à l'écrivaine Kathryn M. Drennan et réside à Los Angeles.

## Biographie
Né le 17 juillet 1954, il a vécu à San Diego en Californie. Il est diplômé de l'Université d'État de San Diego en psychologie et sociologie, tout en ayant participé de manière frénétique au journal étudiant, au point que celui-ci fut surnommé Daily Joe.
Parmi ses connaissances se trouvent d'importants auteurs américains : Harlan Ellison, Norman Corwin. Il admire le travail de Rod Serling.
Très jeune, il est donc passionné par l'écriture et il parvient à être engagé comme scénariste sur plusieurs séries de télévision : Arabesque, La Cinquième Dimension, Captain Power, etc. Il écrit également pour des séries animées comme Jayce et les Conquérants de la lumière ou Les Maîtres de l'univers ainsi que son spin-off She-Ra.

### Babylon 5
Dès le milieu des années 1980, il a l'idée d'un « roman pour la télévision », une saga sur cinq ans. Ce fut Babylon 5 dont il écrit l'essentiel de l'intrigue avant même d'avoir trouvé une compagnie pour le financer. La Warner Bros. se laisse convaincre par cette série de science-fiction malgré leur échec financier récent sur la série V. Parmi les arguments de Straczynski, il y a la création d'effets spéciaux par ordinateur, nettement moins coûteux que les maquettes comme celles utilisées alors dans les séries Star Trek.
Pendant les six ans que dure le tournage de la série, du pilote de 1993 à la dernière saison en 1998, Straczynski s'investit à tous les postes: écriture des scénarios, supervision des scénarios pour conserver la cohérence du projet, production exécutive, post-production. Malgré toutes ces activités, il répond sur les forums internet aux questions des fans de la série.
D'après ses témoignages, le plus dur a été à la fin de chaque saison de ne pas savoir à coup sûr si la série serait poursuivie par la compagnie de syndication qui la diffusait. Finalement, Straczynski devra condenser dans la saison 4 ce qu'il avait prévu pour tenir en deux saisons. Lorsque la série est reprise sur son antenne par la chaîne TNT, il continue l'histoire sans souci.
Finalement, Straczynski a écrit 93 des 110 scénarios d'épisodes de la série, dont l'ensemble des saisons 3 et 4. Le scénario d'un épisode de la saison 5 a été écrit par Neil Gaiman.
La suite est moins heureuse pour Straczynski puisque TNT annule avant même la diffusion la série dérivée 2267, ultime croisade (Crusade). Mais, grâce à sa volonté de contrôler la série et ce qu'on en faisait, Straczynski a atteint son but : une série de 5 saisons, des comics et des romans dérivés cohérents.
Grâce au succès de la vente en DVD, Warner Bros. lui permet de réaliser une série anthologique, Babylon 5: The Lost Tales, dont la diffusion se fait directement en DVD. Tourné fin 2006, Voices in the Dark est mis en vente fin juillet 2007.

### AprèsBabylon 5
À la télévision, Straczynski a du mal à retrouver la liberté de création qu'il obtint sur Babylon 5. Il se lance néanmoins sous la direction de la MGM dans Jeremiah, mais se plaint de l'interventionnisme de la compagnie dans le processus de création.
C'est dans une passion d'adolescent que Straczynski a continué le plus librement son travail de scénariste : les comics.
Chez l'éditeur Top Cow, il a publié:
- Rising Stars: l'histoire de 113 personnes dotées de super-pouvoirs dans des États-Unis qui ne sont pas prêts à les accepter.
- Midnight Nation. Cette histoire en 12 chapitres est une relecture des mythes chrétiens. Un policier de Los Angeles se retrouve dans un univers qui se trouve dans l'ombre du monde réel, où se retrouvent les oubliés de la société. Cet univers est sous la férule de Lucifer, l'ange déchu.
- Delicate Creatures, un conte fantastique.

En 2003, il est employé par Marvel Comics sur la série The Amazing Spider-Man où son ironie transparaît dans le personnage de Peter Parker qui retrouve Mary Jane. Il lance une nouvelle série sur les états d'âme d'êtres doués de super-pouvoirs avec Supreme Power (qui est le remake d'un comics des années 1970 : L'Escadron Suprême). À côté, il rédige les scénarios de mini-série sur des personnages établis de l'univers Marvel, comme Doctor Strange et le Surfer d'Argent, ou une uchronie au sein de cet univers avec Bullet Points. En 2005, il devient scénariste de la série des Fantastic Four. En 2010, après qu'il a quitté Marvel, il scénarise les aventures de Wonder Woman chez DC.
En juin 2006, il vend les droits de son roman The Changeling et en écrit le script pour une adaptation au cinéma par le réalisateur Ron Howard, puis par Clint Eastwood. Ce contrat lui permet d'entamer plusieurs projets cinématographiques.
Il est coauteur du scénario du film Underworld : Nouvelle Ère (Underworld: Awakening)  sorti en 2012.
Lors du Comic Con de San Diego en 2012, il lance son propre studio de production appelé Studio JMS.
Il est également le co-auteur de la série Sense8 avec les sœurs Wachowski, produite par Netflix et dont les deux premières saisons ont été diffusées en juin 2015 et mai 2017. Un épisode final, commandé par Netflix après l'annulation de la série pour la conclure, a été mis en ligne le 8 juin 2018. Selon Straczynski, les sœurs Wachowski et lui avaient en tête un plan de cinq saisons pour la série.

## Idées
Babylon 5 et les comics écrits par Straczynski montrent plusieurs thèmes de réflexion et de prédilection chez cet auteur.
Quoique athée, Straczynski réfléchit et fait réfléchir sur la religion, sa place, son rôle. Plusieurs héros straczynkiens ayant également « le complexe du martyr » d'après l'expression du personnage de Garibaldi dans Babylon 5.
L'évolution des États-Unis depuis les années 1950 occupe également une place non négligeable au sein des intrigues. La montée au pouvoir du président terrien Clark dans Babylon 5 rappelle, alors que la série est antérieure, le parcours électoral du président George Walker Bush et les lois de sécurité très strictes votées après le 11 septembre 2001. Le gouvernement des États-Unis est critiqué dans les comics de Straczynski.
Néanmoins, la vision du monde par Straczynski reste marquée par l'espoir en l'individu, qu'un puisse par ses actions changer le cours des choses. Cela l'amène également à une réflexion sur la mort : pourquoi vais-je mourir ? Dans quel but ? Pour quelle cause ? Ce thème-ci revient souvent dans Babylon 5: Sheridan et Delenn face à l'inquisiteur vorlon, plusieurs Rangers face à une mort anonyme, frère Edward (avec dans ce cas, une confrontation avec la Passion du Christ), mais également Laurel dans Midnight Nation et semble être au cœur du comics The Book of Lost Souls (en).

## Œuvres

### Comics
Chez Top Cow :
- Rising Stars, octobre 1999-mars 2005 (publié en France par Semic books).
- Midnight Nation, octobre 2000-juillet 2002 (publié en France par Semic books)..
- Delicate Creatures, roman graphique, janvier 2002.

Chez Marvel :
- The Amazing Spider-Man du no 471 au no 545, avril 2001-décembre 2007 (publié en France dans la collection Premium de Marvel France).
- Supreme Power, août 2003-septembre 2005, 18 numéros (publié en France dans la collection Max de Marvel France).
  - Doctor Spectrum, août 2004-mars 2005, conseiller créatif.
  - Supreme Power : Hyperion, éd. Max Comics, septembre 2005-mars 2006, 5 numéros.
  - Squadron Supreme, mars 2006-(en cours).
- Strange, septembre 2004-juin 2005 (publié en France dans la collection 100 % Marvel de Marvel France).
- Fantastic Four depuis le no 527, mai 2005- (en cours).
- Dream Police, sous le label Icon, juin 2005, un volume.
- The Book of Lost Souls, sous le label Icon, octobre 2005-2006 avec Colleen Doran.
- Bullet Points, novembre 2006-mars 2007, 5 numéros.
- Silver Surfer: Requiem, mai 2007-2008 (4 numéros).
- Thor, volume 3, juillet 2007- janvier 2009.
- The Twelve, janvier 2008- (en cours, 12 numéros prévus) avec Chris Weston (en).

Chez DC Comics :
- Superman Earth One, novembre 2010.

Chez Image Comics :
- Ten Grand, mai 2013.

### Romans et nouvelles
Trois romans d'horreur :
- Othersyde,
- Demon Knight,
- Tribulations,
- (en) The Glass Box, 2024

Deux recueils de nouvelles :
- Tales from the New Twilight Zone,
- Straczynski Unplugged.

### Autres
- The Complete Book of Scriptwriting, 1re édition, 1981 ; réédition complétée et corrigée, 1996.
- Babylon 5: The scripts of J. Michael Straczynski, 15 tomes, octobre 2005-mars 2008[2]. Publication par l'auteur de ses scripts originaux des épisodes de Babylon 5 avec des commentaires sur les coulisses de la série.

## Filmographie sélective
- 1985-1986 :  She-Ra, la princesse du pouvoir (She-Ra: Princess of Power), scénario et co-créateur avec Lou Scheimer
- 1987-1988 : Captain Power et les soldats du futur, scénario de 14 épisodes
- 1988 :  La Cinquième Dimension
- 1991 :  Arabesque (Murder, she wrote), scénario de plusieurs épisodes.
- 1993 : Babylon 5, création, scénario, production. JMS y a un caméo dans le dernier épisode.
- 1999 : 2267, ultime croisade (Crusade), création, scénario, production.
- 2002 : Jeremiah, scénario, production.
- 2007 : Babylon 5: The Lost Tales (en), scénario, réalisation, production.
- 2008 : L'Échange (Changeling, 2008) de Clint Eastwood, scénario.
- 2009 : Ninja assassin (2009) de James McTeigue, scénario.
- 2011 : Thor
- 2011 : The Flickering Light
- 2012 : World War Z
- 2015 : Sense8 (série télévisée) - créée avec Lana et Lilly Wachowski

## Distinctions
- 2001 : prix Eisner de la meilleure histoire à suivre pour « Coming Home », dans  Amazing Spider-Man n°30-35 (avec John Romita Jr. et Scott Hanna)
- 2003 :  prix Haxtur de la meilleure histoire courte pour The Amazing Spider-Man no 36 (avec John Romita Jr.)
- 2005 :  prix Haxtur du meilleur scénario pour Supreme Power